# Khí cầu nhỏ lớp G
Khí cầu nhỏ lớp G là một chuỗi các khí cầu của Hải quân Hoa Kỳ.

## Quốc gia sử dụng

### Hoa Kỳ
- Hải quân Hoa Kỳ

## Tính năng kỹ chiến thuật (G-1)
Đặc điểm tổng quát
- Kíp lái: 2-3
- Sức chứa: 7-8
- Chiều dài: 186 ft 8 in (56.94 m)
- Đường kính: 42 ft 10 in (13.06 m)
- Chiều cao: 62 ft  in (18.90 m)
- Thể tích: 183,000 ft3 (5,182 m3)
- Lực nâng có ích: 4,115 lb (1,867 kg)
- Động cơ: 2 × Continental R-670-2, 210 hp (157 kW) mỗi chiếc mỗi chiếc

Hiệu suất bay
- Vận tốc cực đại: 57 mph (92 km/h)
- Vận tốc hành trình: 48 mph (77 km/h)
- Thời gian bay: 16 giờ  42 phút